# CSI Neumünster
Das CSI Neumünster (vollständige Bezeichnung: CSI***/CDI-W Neumünster, nach dem Hauptsponsor als VR Classics bezeichnet) ist ein internationales Spring- und Dressurreitturnier, das seit 1951, immer im Februar, in den Holstenhallen in Neumünster stattfindet. Im Jahr 2020 wurde die 70. Auflage des Turniers ausgetragen.

## Geschichte
Im Jahr 1951 wurde das Turnier von den Neumünsteraner Fabrikanten Richard Brüggen und Hermann Marsian zum ersten Mal ausgerichtet. Sie finanzierten das Turnier ohne zusätzliche Sponsoren. Brüggen übernahm bis 1968 die Turnierleitung und das Turnier entwickelte sich zu einem der größten deutschen Springreitturniere mit internationaler Beteiligung. Seit 1983 sind die Springprüfungen international ausgeschrieben, ab dem Folgejahr gibt es bei CSI/CDI-W Neumünster auch internationale Dressurprüfungen. Von 1969 bis 2008 war August Christian Horn alleinverantwortlicher Turnierleiter. Von 2009 bis 2020 wurde diese Aufgabe von Ullrich Kasselmann und dem Sieger des Großen Preises von Neumünster des Jahres 1972, Paul Schockemöhle, übernommen. Im Jahr 2021 entfiel das Turnier aufgrund der COVID-19-Pandemie, 2022 wurden ausschließlich die Dressurprüfungen durchgeführt. In jenem Jahr übernahm Francois Kasselmann die Turnierleitung.
Hauptsponsor des Turniers sind die Volksbanken Raiffeisenbanken.

## Sieger
Die Hauptprüfungen des Turniers sind der Große Preis der Springreiter und die Grand Prix Kür der Dressurreiter, die seit dem Jahr 1987 Weltcupqualifikation ist.
Der Große Preis der Springreiter war 2020 erstmals Teil der Riders Tour und zugleich deren finale Wertungsprüfung.

### Springreiten: Sieger im Großen Preis
| - 1951: Hans-Jürgen Huck auf Toni - 1952: Fritz Thiedemann auf Traviata - 1953: Fritz Thiedemann auf Meteor - 1954: Jochen Matz auf Heinke - 1955: H. H. Lammerich auf Nemo - 1956: Fritz Thiedemann auf Finale - 1957: Fritz Thiedemann auf Traviata - 1958: Peter Stackfleth auf Frechdachs - 1959: Peter Stackfleth auf Frechdachs - 1960: Kurt Jarasinski auf Raffaela - 1961: Kurt Jarasinski auf Ramses - 1962: Hauke Schmidt auf Arabella - 1963: Alwin Schockemöhle auf Amati - 1964: Alwin Schockemöhle auf Dämon - 1965: Peter Schmitz auf Scampollo - 1966: Rainer Hedde auf Legende - 1967: Sönke Sönksen auf Odysseus - 1968: Hermann Schridde auf Jurist - 1969: Rainer Hedde auf Legende - 1970: Sönke Sönksen auf Palisander - 1971: Kurt Jarasinski auf Nadir - 1972: Paul Schockemöhle auf Abadir - 1973: Lutz Goessing auf Rocca - 1974: Ulrich Meyer zu Bexten auf Wembley - 1975: Paul Holtgräve auf Feuerdom und Willibert Mehlkopf auf Merano - 1976: Eddie Macken auf Boy - 1977: Hugo Simon auf Little One - 1978: Paul Holtgräve auf Feuerdom - 1979: Gerd Wiltfang auf Roman - 1980: Gerd Wiltfang auf Roman - 1981: Gerd Wiltfang auf Goldika - 1982: Wilhelm Bettinger auf Santa Cruz - 1983: Peter Nagel-Tornau auf Schwerin - 1984: Michael Rüping auf Silbersee - 1985: Michael Rüping auf Silbersee - 1986: Stefan Schewe auf Wilster - 1987: Jürgen Kenn auf Feuergeist - 1988: Ulf Plate auf Parodie - 1989: Ludger Beerbaum auf Landlord - 1990: Thomas Schepers auf Strip Man |  |  | - 1991: Elmar Gundel auf Life is Life - 1992: Elmar Gundel auf Argot - 1993: Franke Sloothaak auf San Patrigano Dorina - 1994: Alois Pollmann-Schweckhorst auf Giulietta H - 1995: Franke Sloothaak auf San Patrigano Corrado - 1996: Franke Sloothaak auf San Patrigano Very - 1997: Meredith Michaels auf Sprehe Just Do It - 1998: Hugo Simon auf Apricot D - 1999: Alois Pollmann-Schweckhorst auf Powerlight - 2000: Ludger Beerbaum auf Figaro’s Boy - 2001: Markus Merschformann auf Camirez B - 2002: Tjark Nagel auf Chagall-CR - 2003: Carsten-Otto Nagel auf Elwood - 2004: Hauke Luther auf Index - 2005: Meredith Michaels-Beerbaum auf Checkmate - 2006: Rolf-Göran Bengtsson auf Tepic La Silla - 2007: Thomas Voß auf Leonardo B - 2008: Markus Beerbaum auf Leena - 2009: Piet Raijmakers auf Van Schijndel’s Rascin - 2010: Holger Wulschner auf Cefalo – einziger fehlerfreier Ritt im Normalumlauf - 2011: Jan Vinckier auf Ursela - 2012: Andreas Kreuzer auf Chacco-Blue - 2013: Marco Kutscher auf Cornet’s Cristallo - 2014: Holger Wulschner auf Fine Lady - 2015: Jeroen Dubbeldam auf Zenith - 2016: Christian Ahlmann auf Codex One - 2017: Philip Rüping auf Clinta - 2018: Christopher Kläsener auf Cassandra - 2019: Peder Fredricson auf Christian K - 2020: Mario Stevens auf Landano OLD - 2021 und 2022: nicht ausgetragen - 2023: Rolf-Göran Bengtsson auf Zuccero |

### Dressurreiten: Sieger in der Grand Prix Kür (Weltcupqualifikation)
| - 1987: George Theodorescu mit Sunny Boy - 1988: Louise Nathhorst mit Chirac - 1989: Margit Otto-Crépin mit Corlandus - 1990: Sven-Günther Rothenberger mit Andiamo - 1991: Annie Mac Donald-Hall mit Floriano - 1992: Sven-Günther Rothenberger mit Ideaal - 1993: Monica Theodorescu mit Ganimedes Tecrent - 1994: Klaus Balkenhol mit Goldstern - 1995: Karin Rehbein mit Donnerhall - 1996: Karin Rehbein mit Donnerhall - 1997: Sven-Günther Rothenberger mit Jonggor’s Weyden - 1998: Isabell Werth mit Nobilis Amaretto - 1999: Isabell Werth mit Nissan Anthony - 2000: Coby van Baalen mit Olympic Ferro - 2001: Ulla Salzgeber mit Wall Street - 2002: Lars Petersen mit Blue Hors Cavan - 2003: Monica Theodorescu mit Renaissance Fleur TSF - 2004: Hubertus Schmidt mit Wansuela Suerte - 2005: Isabell Werth mit Anthony FRH - 2006: Jan Brink mit Björsells Briar |  |  | - 2007: Isabell Werth mit Warum nicht FRH - 2008: Isabell Werth mit Warum nicht FRH (82,750 %) - 2009: Isabell Werth mit Satchmo (84,550 %) - 2010: Edward Gal mit Totilas (87,600 %) - 2011: Ulla Salzgeber mit Herzruf’s Erbe (81,350 %) - 2012: Helen Langehanenberg mit Damon Hill NRW (83,300 %) - 2013: Helen Langehanenberg mit Damon Hill NRW (87,800 %) - 2014: Helen Langehanenberg mit Damon Hill NRW (90,375 %) - 2015: Ulla Salzgeber mit Herzruf's Erbe (82,775 %) - 2016: Isabell Werth mit Weihegold OLD (84,600 %) - 2017: Isabell Werth mit Don Johnson FRH (82,455 %) - 2018: Helen Langehanenberg mit Damsey FRH (83,880 %) - 2019: Isabell Werth mit Weihegold OLD (86,810 %) - 2020: Jessica von Bredow-Werndl mit TSF Dalera BB (89,640 %) - 2022: Jessica von Bredow-Werndl mit TSF Dalera BB (90,615 %) - 2023: Nanna Skodborg Merrald mit Zepter (86,060 %) |